# 1900년 (영화)
《1900년》(이탈리아어: Novecento)은 이탈리아, 프랑스, 서독에서 제작된 베르나르도 베르톨루치 감독의 1976년 서사 시대극 영화이다. 로버트 드니로, 제라르 드파르디외 등이 출연했다. 제29회 칸 영화제 비경쟁 부문에 출품됐으며, 상영 시간이 317분에 달하는 것으로 유명하다.

## 출연진
- 로버트 드니로
- 제라르 드파르디외
- 도미니크 상다
- 프란체스카 베르티니
- 라우라 베티
- 도널드 서덜랜드
- 스테파니아 산드렐리
- 베르너 브룬스[2]
- 스테파니아 카시니
- 스털링 헤이든
- 아나 헹켈
- 엘렌 슈비르스
- 알리다 발리
- 버트 랭커스터
- 로몰로 발리

## 기타 제작진
- 미술: 잔니 콰란타
- 의상: 지트 마그리니

## 같이 보기
- 상영 시간순 영화 목록